# Head in the Dirt
Head in the Dirt — второй студийный альбом американского музыканта южноазиатского происхождения Ханни Эль Хатиба, изданный 30 апреля 2013 года. Head in the Dirt выдержан в стиле современного гаражного рока и блюз-рока.

## Об альбоме
Head in the Dirt был спродюсирован участником группы The Black Keys Дэном Ауэрбахом, который познакомился с Эль Хатибом в одном из баров Парижа. Запись альбома проходила в личной студии Ауэрбаха в Нэшвилле. Стиль работы Ханни заключался в усовершенствовании изначально сырого материала, руководствуясь только собственным инстинктом и вдохновением. В основном Head in the Dirt был вдохновлён блюзом 1950-х, а также творчеством американской гаражной рок-группы The Stooges, британского хэви-метал-коллектива Black Sabbath, панк-рок-ансамбля The Clash и регги-квинтета The Equals. За месяц до выхода альбома песня «Can’t Win ’Em All» была использована в рекламе автомобильной компании Audi, транслировавшейся во время 47-го Супербоула перед 114 000 000 американских зрителей.
Большинство музыкальных критиков дали Head in the Dirt оценку выше среднего. Рецензент New Musical Express Леони Купер, присвоив альбому 6 звёзд из 10 возможных, описал его как «дребезжащий панк, сексуальный и безобразный одновременно». Обозреватель монреальской The Gazette Бернард Перасс охарактеризовал Head in the Dirt как «33-минутный взрыв гаражно-роковой грязи и гадости, не дающий ни малейших уступок поп-рынку». Критик журнала Blurt Джейсон Гросс поставил пластинке 4 звезды из 5, отметив более уверенное, комфортное и необычное звучание Head in the Dirt в сравнении с дебютной записью Эль Хатиба. В завершение своей рецензии он посоветовал Джеку Уайту взять начинающего музыканта себе на заметку.

## Список композиций
| №   | Название              | Длительность |
| --- | --------------------- | ------------ |
| 1.  | «Head in the Dirt»    | 3:18         |
| 2.  | «Family»              | 2:27         |
| 3.  | «Skinny Little Girl»  | 3:55         |
| 4.  | «Penny»               | 3:17         |
| 5.  | «Nobody Move»         | 2:31         |
| 6.  | «Can’t Win ’Em All»   | 3:03         |
| 7.  | «Pay No Mind»         | 3:05         |
| 8.  | «Save Me»             | 2:49         |
| 9.  | «Low»                 | 2:31         |
| 10. | «Sinking in the Sand» | 2:29         |
| 11. | «House on Fire»       | 3:45         |